# Haley Stevens
Haley Maria Stevens (Rochester Hills, 24 giugno 1983) è una politica statunitense, membro della Camera dei Rappresentanti per lo stato del Michigan dal 2019.

## Biografia
Nata e cresciuta nel Michigan, studiò all'American University e successivamente lavorò per Hillary Clinton e Barack Obama durante la campagna elettorale per le presidenziali del 2008. Fu impiegata presso la Presidential Task Force on the Auto Industry, dove rivestì l'incarico di capo dello staff del consigliere anziano Steven Rattner.
Nel 2018 si candidò con il Partito Democratico alla Camera dei Rappresentanti, sfidando il deputato repubblicano in carica da quattro anni Dave Trott. Pochi mesi dopo, tuttavia, Trott annunciò il suo ritiro dalla corsa e la Stevens affrontò come avversaria l'imprenditrice Lena Epstein, riuscendo a sconfiggerla.